# 超原人
『超原人』（スーパーげんじん）は、1994年7月22日にハドソンから発売されたスーパーファミコン用横スクロールアクションゲーム。日本国外では『Super Bonk』というタイトルで発売された。
同社のPCエンジンを主なプラットフォームとして製作されていた『原人シリーズ』の10作目となる作品であり、初のスーパーファミコン対応作品となった。本作のディレクターは『PC原人3』（1993年）にてディレクターを担当した吉川昇一が担当している。
ゲーム内容は主人公の「スーパー原人」を操作し、キングタマゴドンIII世による罠のためにタイムスリップしてしまった世界から元の世界に戻る事を目的としている。
2010年にWii用ソフトとしてバーチャルコンソールにて配信された。

## ゲーム内容

### システム
基本的なシステムは『PC原人シリーズ』を踏襲しており、頭突き（ボンク）で敵を倒し、肉を食べることで最大2段階までパワーアップできる。
本作の大きな特徴として、「色の付いたキャンディー」を食べることで体の大きさを変えられる。大きさは、巨大サイズ（青いキャンディ）、普通サイズ（黄色いキャンディ）、極小サイズ（赤いキャンディ）の3つがある。巨大サイズではニコチップ（笑い顔の黄色いバッチのようなもの）を消費してパワーアップ段階に応じて変化する特殊攻撃を行えるほか、極小サイズでは移動する足場になる石化した声を放てる。
本作では文字での会話はほとんどないが、プレイ中の画面端にヒントのようなエリアタイトルを参考に進むことができる。ゲーム進行はシナリオ分岐はないが、ボスステージまでのルートがいくつか分かれている。また、特定の行動をとることで1ステージを飛ばすワープが可能。

### パワーアップ
従来同様、肉を食べることで最大2段階までパワーアップできる。「ちっちゃい肉」だと1段階、「おっきい肉」だと2段階パワーアップする。パワーアップ中は1段階は通常時の2倍、2段階は通常時の3倍に攻撃力が上がるほか、一部のアクションに特殊な効果が追加される。時間が経過するかダメージを受けると一段階パワーダウンする。また、2段階目にパワーアップすると一定時間無敵になる。
ふつう原人
初期段階。赤いキャンディーでマメ原人、青いキャンディーでデカ原人になる。でか原人の時は首を飛ばして攻撃する「首ちょんぱ攻撃」が使える。
ごるご原人
一段階パワーアップした姿。ゴルゴ13のような険しい顔つきになる。赤いキャンディーでマメごるご、青いキャンディーでデカごるごになる。ごるご原人の状態では敵の動きを止める「金縛り光線」が使える。デカごるごになると鳥のような姿になり、卵爆弾を生む「卵攻撃」が可能になる。
ニョッヘ〜原人
二段階パワーアップした姿。頭から煙を吹き出し、狂ったような姿になる。赤いキャンディーでマメニョッヘ〜、青いキャンディーででかにょっへ〜になる。ニョッヘ〜原人の時は舌で攻撃する「ピロピロ攻撃」が使える。でかにょっへ〜になると怪獣のような姿になり、一定時間透明になって攻撃を受け付けない「透明化」が使用可能に。

### サイズ変化
キャンディを食べることで体のサイズが大・中・小と変化する。ダメージを受けてもサイズは変化しない。
デカ原人、デカごるご、でかにょっへ〜
青いキャンディーを取って巨大化した状態。攻撃範囲が広くなり、ニコチップを消費して特殊能力を使用可能。
マメ原人、マメごるご、マメニョッヘ〜
赤いキャンディーを取ってチビ化した状態。狭い通路に入れる他、絶叫を飛ばして攻撃したりその上に乗れる「絶叫攻撃」が使える。
カニ原人、マメカニ、デカカニ
キャンディーで変化するのではなく、ステージに仕掛けられているプレスで潰されると変化する。体高が小サイズ並みに低くなり、狭い場所をくぐることが可能。逆に、この状態ではクリア出来ないステージも存在する。パワーアップ状態とは重複しない。一部ステージではカニ原人でシューティングゲームをプレイする。

## 設定

### ストーリー
原人（PC原人、本作ではスーパー原人）は散歩している途中に大きな肉を見つける。しかし、それは宿敵キングタマゴドンIII世の罠で、罠に掛った原人はタイムスリップされてしまう。
原人は巨獣の済む島や月・宇宙・機械星・亜空間などを経て、元の時代へ戻る為に冒険に向かうのであった。

### ステージ構成
第1話「あけーっ！スーパー原人登場！」
1990年代の東京をモチーフとしたステージ。未来に飛ばされた原人が浅草の雷門を突き破るところから物語が始まる。アサヒビール本社のような建物や国会議事堂、東京タワーなども建っているが、ビルが無残に破壊されていたり国会議事堂の骨組みが文字通りの骨だったりと異様な雰囲気も漂う。観覧車で旅客機に飛び移った後にボスのブルムーンと戦う。
なお、日本国外版ではチャイナタウンに変更されている。
第2話「脱出不可能！？巨獣オネッチの体内」
ブルムーンが倒され、旅客機から落ちた先にある島。密林と洞窟を抜け、巨獣オネッチの家に入る。何故かオネッチの家は現代日本風の民家であり、テレビやベッドもある。ジュースの中からストローに入るとそのままオネッチに飲まれ、以降はオネッチの体内を探索する。血管の中を泳いでいくとビフィズスグレートと遭遇する。
第3話「さらば地球よ！？失われた月の秘密」
オネッチのくしゃみで飛ばされた原人は、地球を飛び出して月に辿り着く。序盤は無重力状態から始まり、月面の遺跡に進入して行く。かぐやピラミッドの内部でラビルーナと戦うが、その前に隠し通路を通るとワープ部屋に入る事ができ、一気にステージ5まで行く事ができる。
第4話「彗星を迎え撃て！天翔ける超でか原人」
ラビルーナが落とした巨大青キャンディーで超巨大化し、太陽系を離れて宇宙の彼方を目指す。最初の宇宙空間では敵が存在しないが、上下の端まで行ってしまうと強制的にミニゲームをプレイさせられる。アメダ彗星帝国を発見すると通常サイズになり、内部に侵入する。無重力部屋や機関室を経由して最深部に到達するとブフーバーが現れる。
第5話「時空を越えろ！！スーパーかに原人」
彗星帝国の爆発で亜空間に飛ばされた原人が、時間を遡って原始時代に戻る。序盤はカニ原人の姿で亜空間を進むシューティングステージで、中盤は原始時代の森を進む。後半は今まで倒したボス4体との再戦があり、全てのボスを倒すとオニックスとの戦いになる。
最終話「史上最大の超決戦」
キングタマゴドン三世の根城である塔を登る。マップは少なめで、最上階に辿り着くと巨大化したキングタマゴドン三世が塔を破壊し、最終決戦が始まる。

## キャラクター

### 主人公
スーパー原人
シリーズお馴染みの主人公だが、今回はスーパー原人名義で登場。オープニングにてキングタマゴドン三世の罠（「わな」と書いた立て札がわざわざ立ててある）に嵌まり、未来に飛ばされてしまう。

### ボスキャラクター
三日月クラッシャー「ブルムーン」
ステージ1のボス。旅客機の上で対決する。空中から攻撃し、球体に変形できる。頭が弱点だが、羽を攻撃する事でも倒せる。
お腹の中の暴れん坊「ビフィズスグレート」
ステージ2のボス。巨獣オネッチの体内に棲むとぼけた顔の巨大細菌。周囲の青い玉が弱点。
月世界の鬼姫「ラビルーナ」
ステージ3のボス。かぐや姫のような姿をしている。原人のライフを最大値から初期値へ戻していく嫌らしい能力を持つ。弱点は耳。
銀河の電気掃除機「ブフーバー」
ステージ4のボス。アメダ彗星帝国要塞の最深部に居るゾウのロボット。自在に飛行し鼻からレーザーと雪玉を放つ。弱点は目。
地獄の三冠王「オニックス」
ステージ5のボス。亜空間を脱出した原人の前に現れた仮面の恐竜。こん棒でぶん殴ったり、回転する。お腹のお面が弱点だが反撃も行う。
キングタマゴドンIII世
最終ステージのボスで、シリーズの黒幕。今回は原人をタイムマシンで現代日本に飛ばした。しかし原人が亜空間を経て原始時代に戻ってきた為、「最後の手段」と称して巨大化し、更に巨大メカに乗って最終決戦を挑む。
第一段階では画面外から巨大なアームで攻撃してくる。こちらから反撃する術はない為、ひたすら耐えなければならない。一定時間経過すると巨大青キャンディーが出現し、原人もタマゴドンと同サイズに巨大化する。第二段階ではメカに乗ったタマゴドンが左右の上方から突っ込んで来る。タマゴドンに頭突きを喰らわせばダメージだが、たまにフェイントを掛けて途中で引き返すことがある。第三段階ではメカが変形し、地上から突進攻撃を仕掛けてくる。弱点は背部だが、動きが素早くなり且つジャンプやフェイントも多用する為、攻撃を当てるのが難しくなる。これを倒すとメカから巨大青キャンディーが飛び出し、超巨大化原人を操作してメカを踏み潰す最後のミニゲームが始まる。
敗北後は原人に追い詰められ、冒頭で仕掛けた罠に自分から引っ掛かってしまい、今度は自身が未来に飛ばされる羽目になってしまう。

## 移植版
| No. | タイトル              | 発売日                                         | 対応機種 | 開発元                      | 発売元   | メディア                              | 型式 | 備考 |
| --- | --------------------- | ---------------------------------------------- | -------- | --------------------------- | -------- | ------------------------------------- | ---- | ---- |
| 1   | 超原人 PAL Super Bonk | 2010年11月16日 PAL 2010年12月10日 2011年4月4日 | Wii      | エーアイ レッド・カンパニー | ハドソン | ダウンロード （バーチャルコンソール） | -    |      |

## スタッフ
- スーパープロデューサー：松永智史
- プロデューサー：宮本徳人
- 企画：吉川昇一、松沢運生
- 原作：青木コブ太、阿部K助
- スーパーゲームデザイン：アンジェラ吉川（吉川昇一）
- キャラクターデザイン：青木コブ太
- グラフィックデザイン：陣野忍、一寸木義光
- プログラムプロデューサー：荒居弘之
- プログラムディレクター：白谷守
- プログラマー：つるもく（白谷守）、NORIOT（鈴木規夫）、竹重英樹
- サウンドプロデューサー：笹川敏幸、三井夢之介
- サウンドディレクター：入江茂明
- 作曲：西沢正明、植木啓示、末村謙之輔
- サウンドオペレーター：末村謙之輔
- 音楽制作：USP
- アドバイザー：荒井弘二、小倉英之、青山公士、岩田吉弘、及川英紀、三上由起子、畔田晃伸
- 宣伝：山崎彰叙
- マニュアル：高橋名人
- スペシャルサンクス：湯沢河童、小学館『月刊コロコロコミック』編集部、『スーパーカニ原人』特別出演者のみなさん
- ディレクター：ANGELA（吉川昇一）
- 制作：（株）エーアイ
- 制作・著作：（株）ハドソン、（株）レッド・カンパニー

## 評価
ゲーム誌『ファミコン通信』のクロスレビューでは6・6・6・5の合計23点（満40点）、『ファミリーコンピュータMagazine』の読者投票による「ゲーム通信簿」での評価は以下の通りとなっており、22.2点（満30点）となっている。
| 項目 | キャラクタ | 音楽 | お買得度 | 操作性 | 熱中度 | オリジナリティ | 総合 |
| 得点 | 4.2        | 3.4  | 3.4      | 3.8    | 3.7    | 3.7            | 22.2 |